# Enrique B. Magalona
Enrique B. Magalona, también conocido como EBM o EBMag, es un municipio de tercera clase en la provincia de Negros Occidental, Filipinas. Según el censo del año 2000, tiene una población de 54.490 personas en 10.498 hogares.
Fue nombrado anteriormente en honor a Emilio Saravia, el primer gobernador de Negros y el responsable de la masacre de los carolanos de Cabancalán, por la que fue exiliado por el gobierno colonial a África.

## Barangayes
Enrique B. Magalona está política subdividida en 23 barangayes.
| - Alacaygan - Alicante - Población I (Barangay 1) - Población II (Barangay 2) - Población III (Barangay 3) - Batea - Consing - Cudangdang - Damgo - Gahit - Canlusong - Latasan | - Madalag - Mantaangan - Nanca - Pasil - San Isidro - San José - Santo Niño - Tabigue - Tanza - Tuburan - Tomongtong |